# Aloe breviscapa
Aloe breviscapa é uma espécie de liliopsida do gênero Aloe, pertencente à família Asphodelaceae.